# Vrå Sogn
Vrå Sogn er et sogn i Hjørring Søndre Provsti (Aalborg Stift).
I 1800-tallet var Em Sogn anneks til Vrå Sogn. Begge sogne hørte til Børglum Herred i Hjørring Amt. Vrå-Em sognekommune blev ved kommunalreformen i 1970 indlemmet i Løkken-Vrå Kommune, der ved strukturreformen i 2007 indgik i Hjørring Kommune.
I Vrå Sogn ligger Vrå Kirke.
I sognet findes følgende autoriserede stednavne:
- Bjerget (areal)
- Borup (bebyggelse, ejerlav)
- Borup Hede (bebyggelse)
- Elbæk (vandareal)
- Foldbjerg (bebyggelse)
- Gadehusene (bebyggelse)
- Galgebakke (bebyggelse)
- Grønnerup (bebyggelse, ejerlav)
- Nørre Vrå (bebyggelse, ejerlav)
- Nørre Vrå Hede (bebyggelse)
- Rakkeby Å (vandareal)
- Refsnæs (bebyggelse)
- Sigen (bebyggelse)
- Stenvad (bebyggelse, ejerlav)
- Stenvad Hede (bebyggelse)
- Stenvad Å (vandareal)
- Sønder Vrå (bebyggelse, ejerlav)
- Vesterheden (bebyggelse)
- Vrå (bebyggelse)